# Johan Botha (Leichtathlet)
Johannes Jacobus „Johan“ Botha (* 10. Januar 1974 in Pretoria) ist ein ehemaliger südafrikanischer Mittelstreckenläufer, der sich auf den 800-Meter-Lauf spezialisiert hat. Seinen größten Erfolg feierte er mit dem Hallenweltmeistertitel über 800 Meter im Jahr 1999 und dem Vizehallenweltmeistertitel 2001.

## Sportliche Laufbahn
Erste Erfahrungen bei internationalen Meisterschaften sammelte Johan Botha im Jahr 1996, als er bei den Olympischen Sommerspielen in Atlanta mit 1;48,06 min im Halbfinale über 800 Meter ausschied. 1998 gewann er bei den Commonwealth Games in Kuala Lumpur in 1:44,57 min die Bronzemedaille hinter dem Kenianer Japheth Kimutai und seinem Landsmann Hezekiél Sepeng. Zudem belegte er mit der südafrikanischen 4-mal-400-Meter-Staffel in 3:02,21 min den vierten Platz. Im Jahr darauf siegte er in 1:45,47 min über 800 Meter bei den Hallenweltmeisterschaften in Maebashi und im August schied er bei den Freiluftweltmeisterschaften in Sevilla mit 1:49,71 min im Semifinale aus. Daraufhin gelangte er bei den Afrikaspielen in Johannesburg mit 1:47,31 min auf Rang sechs. 2000 nahm er erneut an den Olympischen Sommerspielen in Sydney teil und schied dort mit 1:45,49 min im Halbfinale aus. Im Jahr darauf gewann er bei den Hallenweltmeisterschaften in Lissabon in 1:46,42 min die Silbermedaille hinter dem Russen Juri Borsakowski. Im Januar 2002 beendete er dann seine aktive sportliche Karriere im Alter von 27 Jahren.

## Persönliche Bestzeiten
- 800 Meter: 1:43,91 min, 30. Juni 1999 in Oslo
  - 800 Meter (Halle): 1:45,45 min, 7. Februar 1999 in Stuttgart
  - 1000 Meter (Halle): 2:16,71 min, 3. Februar 1999 in Erfurt (südafrikanischer Rekord)
- 1500 Meter: 3:36,30 min, 23. Mai 2000 in Nijmegen
- Meile: 3:57,00 min, 16. Februar 1996 in Stellenbosch